# Der Galgen
Der Galgel – drugi singel niemieckiej grupy folk metalowej In Extremo.

## Spis utworów
Źródło.
1. Der Galgen
2. Como Poden
3. Mariae Wuergen - Quem A Amagem Da Virgin
4. Rotes Haar
5. Ai vis lo lop